# Municipio de Tamalco
El municipio de Tamalco (en inglés: Tamalco Township) es un municipio ubicado en el condado de Bond en el estado estadounidense de Illinois. En el año 2010 tenía una población de 566 habitantes y una densidad poblacional de 5,73 personas por km².

## Geografía
El municipio de Tamalco se encuentra ubicado en las coordenadas 38°46′46″N 89°18′46″O / 38.77944, -89.31278. Según la Oficina del Censo de los Estados Unidos, el municipio tiene una superficie total de 98.71 km², de la cual 96,28 km² corresponden a tierra firme y (2,46 %) 2,42 km² es agua.

## Demografía
Según el censo de 2010, había 566 personas residiendo en el municipio de Tamalco. La densidad de población era de 5,73 hab./km². De los 566 habitantes, el municipio de Tamalco estaba compuesto por el 97,7 % blancos, el 0,18 % eran afroamericanos, el 0,53 % eran amerindios, el 0,18 % eran asiáticos, el 0,35 % eran de otras razas y el 1,06 % eran de una mezcla de razas. Del total de la población el 2,47 % eran hispanos o latinos de cualquier raza.